# Balla Mariska
Balla Mariska, eredetileg Berger Mária (Nagyvárad, 1881. október 6. – Budapest, Erzsébetváros, 1932. február 25.) színésznő.

## Életútja
Berger Ábrahám kereskedő és Engelhart Janka lányaként született. 1902-ben lépett színi pályára. 1903 és 1905 között Szilágyi Dezső társulatában játszott, majd 1905–06-ban Győrött, 1906 és 1914 között pedig férje, Heves Béla társulatában működött Marosvásárhelyen. 1916-ban az Érdekes Kabaréban szerepelt Budapesten, majd 1919-ben a Vígszínházhoz került. 1925-ig volt az intézmény tagja, ezt követően nem rendelkezett állandó szerződéssel. Fellépett 1929-ben a Fővárosi Művész Színházban, majd 1929–31-ben az Új Színház társulatában.
Férje Heves Béla színigazgató volt, akivel 1909 májusában kötött házasságot.
A Kozma utcai izraelita temetőben nyugszik.

## Főbb szerepei
- Farkas Imre: A Gyurkovics-fiúk – Gyurkovicsné
- Sidney Jones: Gésák – Lady Constance
- Mihály István: Béla, aki 28 éves – Trenkné
- Postáskisasszony – Komlóssyné
- Uraim, csak egymásután – Gudelle
- Az Ur szőlleje – Aline
- Katonadolog – Nakinak
- A kék postakocsi – Hochstatten Camilla

### Filmszerepei
- Csárdáskirálynő (1927)
- Rabmadár (1929) – szállodaigazgatónő